# Minar Zarza
Pour les articles homonymes, voir Minar et Zarza.
Minar Zarza est une commune de la wilaya de Mila, dépendant de la daïra de Tassadan Hadada, en Algérie.

## Géographie

### Localisation
La commune de Minar Zarza est localisée au nord-ouest de la wilaya de Mila, limitrophe de la wilaya de Jijel.
|                   | Djimla (Jijel)              | Tessala Lemtaï |
| Tassadane Haddada | Minar Zarza                 | Tessala Lemtaï |
| Tassadane Haddada | Tassadane Haddada, Rouached | Rouached       |

### Relief, géologie, hydrographie
La commune est dominée au nord par le massif forestier de la forêt de Djimla avec comme point culminant Djebel Mkerkech à 1 370 mètres. Au sud, elle est bordée par l'Oued El Kebir.

### Transports
Elle est traversée d'Est en Ouest par le chemin de wilaya: CW1 faisant le lien entre les routes nationales RN77A et RN105. La commune dispose d'un service de transport scolaire a travers le territoire de la commune. Plusieurs routes ont été pavées et revêtues dans le cadre du programme de soutien et développement rural. Des projets sont en cours de réalisation, parmi eux le pont reliant Zarza avec Rouached (pont de l'oued el Kebir) et l'élargissement de la route de wilaya Zarza-Ferdjioua. Ce dernier projet a été approuvé par les habitants de la commune vu son importance.

### Villages, hameaux et lieux-dits
L'agglomération chef-lieu de commune s'appelle Toumsalt, les agglomérations secondaires sont : Elouazta, Tamoula, Ain Ali Laoulia, Ghedir Gueroua et Kaa El Kef.
Hameaux : Amzel, Zaouya, El Anaceur, Mestina, Bouyaghiel.

## Histoire
Le territoire communal correspond aux anciennes fractions Ouled Ameur et Zarga. Elles vont former deux douars-communes appelées Menar et Zarza le 19 décembre 1893 au sein de la commune mixte de Fedj M'Zala. Ensuite Menar fera partie de la commune de Lentia, alors que Zarza de celle de Tassala. Finalement, Menar Zarza devient une commune en 1984.

### L'attaque contre les gardes forestiers à Tamentout et Alsattah à la commune de Minar Zarza
Tamentout était un centre principal d'un marché le plus populaire dans la région. Malgré l'isolement géographique étouffant, l’arrivée du colon Jule Lochard a permet d' établir une ferme pour élever les animaux puis il a construit les voies de communication à l'aide de ses deux fils (Jule et Albard). Vallée a dit que Lochard était capable de s'imposer aux rigueurs de la nature, tout comme l'exploitation coloniale de Tamentout.
Le plus jeune fils (Abelle) est chargé de garder la ferme au cours des événements (8 mai 45). Et la ferme a été équipée de téléphones et toutes les fournitures et connectée à une route reliant Tamentout à Jijel en passant à Taksena.  Avant les événements du 8 mai 45, Abelle Lochard a été invité par sa famille résidente à Jijel pour célébrer la victoire des alliés sur le nazisme et il ne savait pas que sa présence à Jijel allait le sauver d'une mort inévitable. Le 9 mai à midi, des manifestants de Douar Ouled Amar et de Mechta de Zarza et de toutes les autres Mechtas ont attaqué le poste des gardes forestiers. Ils sont apparus à 100 mètres de la ferme de Lochard, portant des bâtons et des couteaux et un fusil. Un groupe s'est dirigé vers le poste où habitaient les familles des gardes, comme la famille de Rafael composée de (Rafael Dupont, chef des gardes forestiers âgée de 55 ans et son épouse Margarette Rousseau, 52 ans, et leur fils André, trente ans, et son épouse Annie Leglonde qui été âgée de 24 ans, en plus de deux fils). Tandis que la deuxième famille (celle de Gustave Varnier) est absente à ce moment-là, sauf pour la tête de la famille. Le 9 mai 1945, le chef des gardes forestière Rafael Dupont avait un rendez-vous avec un autre garde du centre de Ain Al Sattah appelé Muruli afin de faire un tour de ramassage de liège. Ces deux personnes n'étaient pas au courant des événements du 8 mai 1945 qui se sont déclenchés à Sétif, du fait de l'isolement de cette région. Pendant leur mission, ils ont été attaqués par des manifestants et trouvèrent la mort. Le groupe se dirigeant vers le siège des gardes forestiers attaquent les présents, Rafaél Dupont et le gardien Gustave Varnier, malgré leur tentative de défense, ils sont tués. Seul un bébé est sauvé.
À Ain Al Sattah, un groupe de manifestants a attaqué le siège où habitaient Duvaze et Mouroullé, ce dernier a été tué avec Dubon lors de leur mission, tandis que Dofaz est allé ce matin-là au marché dit Bèni Mjaled. Les citoyens ont attaqué le domicile de Dofaz. Sa femme est tuée par Ayyash Boudriaa Hanachi. Lors de son procès, à Constantine, le tueur a déclaré : « Quand je me dirigeais vers le marché de Mjaled, j'ai rencontré un homme nommé Fouzar qui m'a dit que la guerre avait commencé et un grand nombre des Français étaient morts et il est temps de les éliminer tous » et de continuer : « Je me suis dirigés vers le siège de forêts à Ain Al Sattah en portant mon fusils avec 40 citoyens ensuite j'ai trouvé la femme de Dofaz où elle se cachait auprès d'un garde forestier d'origine algérienne, après je l'ai pris et tués après que son mari était mort deux heures avant »
En ce qui concerne le prisonnier italien, qui a été détenu par les autorités françaises et nommé "Maggrey Kouissab", il a été tué lors de la tentative de fuite pour arriver à la ville de Jijel. Une enquête sur ce qui s'est passé avant l'arrivée des forces d'intervention, Poisson qui été un administrateur principal et Sobrina assistant administratif et Abelle Lochard et gardien principal des forêts accompagnés par quatre gendarmes à Tamanantout pour apercevoir les événements. Sur leur chemin, ils ont trouvé un grand nombre de citoyens participant aux barricades pour bloquer le chemin. Tandis qu'ils se dirigent vers la ferme Tamentout, un agriculteur travaillant pour Lochar leur a dit que tous les gardes forestiers sont après eux et leur a conseillé de ne pas poursuivre leur marche et de retourner à Jijel. Ils ont accepté ce conseil de l'agriculteur fidèle pour son maître Louchard. Ainsi Tamentout et ses environs sont restés assiégés par les citoyens jusqu'à midi le 12 mai 1945. Lors de l'intervention des forces de l'armée, commandées par le Major "Sauriak", les Mechtas ont été brulés et des habitants tués. Celles-ci ont brûlé 7 Dchours (Al Kalla, Al samlala, Dar Maad, Dar al-cherif, aalaka, Jenan Birès et Meshta Al sattah). En outre, beaucoup de citoyens ont également été arrêtés et tués, d'autres ont été emprisonnés à d'el Kedia et Lambaz.
Le tribunal militaire de Constantine a jugé tous ceux qui ont participé à l'insurrection 9 juin  45 à Manar et Zarza. Par exemple, le 6 décembre 45, le tribunal militaire a condamné H'biles Abd el Majid, Jamai al arbi, Doma Mohammed et Habbach Khalifa, condamné à mort pour avoir tué tous les Dupont et Muruli. Le janvier 04 1946, le tribunal a condamné chacun des Boudriaa Ayyash et Marroush Boudjemaa pour le jugement précédent pour avoir tué  la femme de Dofaz. Il a également condamné à la prison jusqu'à 17 ans beaucoup de citoyens, parmi eux Mohamed Al Said, Feghrour Ahmed et Touil Salah, Touil Mohammed Saeed Ben al Metiyech.

## Démographie
| 1897  | 1902  | 1928  | 1987   | 1998   | 2008   |
| ----- | ----- | ----- | ------ | ------ | ------ |
| 4 196 | 4 393 | 4 511 | 16 988 | 20 620 | 22 535 |

Population des différentes agglomérations en 1998 : Toumsalt, 7641 hab. ; Tamoula, 1564 hab. ; Ain Ali Laoulia, 1335 hab. ; Ghedir Gueroua, 1092 hab. ; Kaa El Kef, 811 hab.

## Économie
La région est essentiellement agricole. On y cultive des fruits comme la figue et l'agriculture traditionnelle (olives) est également pratiquée. Récemment, cette région a connu d'autres activités comme l'élevage de bovins et d'ovins. D'autre part, la région a bénéficié des programmes de développement rural sous forme de crédits bancaires par l'ANSEJ (dispositifs d'aide à la création de micro-entreprises). Ces programmes ont ouvert des opportunités de travail pour les universitaires et ont attiré des jeunes émigrés hors la wilaya et rétabli la stabilité dans la région. Malgré ces progrès dans la région, il reste beaucoup d'obstacles devant le développement comme le financement et les ressources naturelles, il manque des infrastructures et l’investissement, la non-exploitations des ressources humaines et naturelles, la mauvaise conduite des projets de développement.

## Personnalités
- MESSAOUD MAASSOUM
- TAHAR LACHIBI
- Abdelhafid Saïdi